# Đurđevi stupovi
Đurđevi stupovi (srpski: Ђурђеви ступови) je manastir (samostan) Srpske pravoslavne crkve posvećen Svetom Jurju (светом Ђорђу) koji je osnovao veliki srpski župan Stefan Nemanja na brdu iznad Novog Pazara, u Starom Rasu. Kao jedan od najstarijih srpskih manastira (izgradnja je završena 1171. godine, a crkva je oslikana oko 1175. godine), manastirski kompleks (zajedno s kompleksom Starog Rasa i manastirom Sopoćani) upisan je UNESCO-ov popis mjesta svjetske baštine u Europi 1979. godine. Manastir je već preko 300 godina u ruševinama i posljednjih 40 godina se obnavlja. Danas je uvelike obnovljen i u njemu žive 4 monaha i 2 iskušenika.

## Povijest
Po pisanju sina Stefana Nemanje, Stefana Prvovjenčanog, Nemanja se zavjetovao kako će izgraditi manastir posvećen svetom Jurju koji ga je izbavio iz tamnice u koju su ga zatvorila njegova braća. Izgrađen je 1170. god., odmah nakon presudne bitke kod Pantine u kojoj je Stefan Nemanja pobijedio vojsku Bizantinaca i svoje braće. Iguman kraljevskog manastira Đurđevi stupovi je imao istaknuto mesto u životu Srpske Crkve u 13. stoljeću, a sam manastir je prosperirao zahvaljujući velikim feudalnim posjedima. Ulazni toranj je dogradnjom apside na istočnoj strani 1282. – 83. god. pretvoren u kapelu, koju je kralj Stefan Dragutin namijenio sebi za grobnicu. 
Manastir Đurđevi stupovi je 1689. godine, nakon Austro-Turskog rata, napustilo bratstvo od posljednjih 16 monaha koji su pred Turcima pobjegli na sjever. 
Arheološke i restauratorske radove je od 1960. – 68. godine sproveo Narodni muzej u Beogradu, a od 1968. – 82. Zavod za zaštitu spomenika u Kraljevu. God. 1962., veći dio manastirskog kompleksa je raščišćen i otkriveni su ostaci manastirskih građevina, a 1999. je pokrenuta i obnova „manastirskog konaka” (dormitorija). Potpuna obnova manastira je pokrenuta na proljeće 2001. godine, i od 2002. god. manastir je u liturgijskoj uporabi. Trenutno se prikupljaju sredstva i radi projekt potpune obnove crkve i tornjeva (stupova) Svetog Jurja (Đorđa).

## Odlike
Đurđevi stupovi su izgrađeni osobitim stilom koji predstavlja jedinstvenu sintezu dvije graditeljske škole srednjega vijeka, bizantske arhitekture s Istoka i romaničke arhitekture sa Zapada. Crkva svetog Jurja ima važno mjesto u nastanku originalne arhitekture srednjevekovne Srbije, poznate pod nazivom „Raška škola”.
Od niza arhitektonskih i graditeljskih inovacija tog vremena ističu se osobiti tornjevi (tzv. „stupovi” po kojima je samostan i dobio ime), bočni vestibuli, elipsasta kupola, nepravilan oblik trostrukog oltarskog prostora kao i originalno rješenje središnjeg jednobrodnog prostora crkve.
Od prvobitnih fresaka u crkvi je ostalo veoma malo tragova, ali su fotografirane između dva svjetska rata, a poslije Drugog svetskog rata jedan dio dekoracija i fresaka su skinuti sa zidova i preneseni su u Narodni muzej u Beogradu. Najdojmljivija je slika Sv. Jurja na konju, koja se nalazi iznad glavnog ulaza u crkvu. U polukaloti se nalazio Isus Krist Svedržitelj okružen anđelima. Zidne površine kupole bile su oslikane figurama proroka Ilije, Elizeja, Danijela i Zaharije mlađeg, dok su iznad proroka Danijela bili sveti Azarije i Ananija. Na zapadnom paru pandativa nalazili su se sveti evanđelisti Luka i Marko, a između njih sveta Keramida, dok su na južnoj i sjevernoj strani ovog prstena bili medaljoni s anđelima. Gornja i srednja zona posvećene su velikim blagdanima i prizorima iz Kristova života: Prikazanje Kristovo, Krštenje Kristovo, Duhovi, Uskrsnuće Lazara, Cvjetnica, Svijećnica, Izdajstvo Judino, Uznesenje Blažene Djevice Marije, Raspeće i vjerojatno Oplakivanje Krista. U donjoj zoni su bili sveti ratnici, sveci i portreti pokrovitelja, prvih Nemanjića. Na donjem sijelu luka prolaza iz naosa u pripratu, u posebnim okvirima nalazili su se sveti Prov, Tarah i Andronik Panonski, a ispod njih sveti Petar i Pavao. 

## Vanjske poveznice
- Službene internet stranice  Arhivirana inačica izvorne stranice od 7. kolovoza 2009. (Wayback Machine) (srp.)
- Djurdjevi stupovi blog  Arhivirana inačica izvorne stranice od 27. svibnja 2012. (Wayback Machine) (srp.) (engl.)
- Đurđevi Stupovi- virtuelne ture i foto kolekcija Fonda Blago  Arhivirana inačica izvorne stranice od 22. siječnja 2021. (Wayback Machine)